# بيؤان
بيؤان (بالصينية: 北安) هي مدينة من مدن الصين. يبلغ عدد سكانها 436444 نسمة حسب إحصائيات سنة 2010. يبلغ ارتفاع المدينة عن سطح البحر قرابة 266 متر. تبلغ مساحتها 6313 كم².

## أعلام
- تشانغ يي